# The Tanks Are Coming
The Tanks Are Coming é um filme de guerra estadunidense de 1951 dirigido por Lewis Seiler para a Warner Bros. Pictures e estrelado por Steve Cochran e Philip Carey. A história se passa durante a Segunda Guerra Mundial em 1944 na França e narra o avanço da 3ª Divisão Blindada dos EUA pelo norte do país e sua tentativa de ocupar área da Linha Siegfried.

## Elenco
- Steve Cochran como Francis Aloysius 'Sully' Sullivan
- Philip Carey como Lt. Rawson
- Mari Aldon como Patricia Kane
- Paul Picerni como Danny Kolowicz
- Harry Bellaver como Lemchek
- James Dobson como George 'Ike' Eisenhower
- George O'Hanlon como Sgt. Tucker
- John McGuire como Col. Matthews
- Robert Boon como Heinrich 'Heinie' Weinburger
- Michael Steele como Sgt. Joe Davis
- Roy Roberts como Comandante Geral (sem créditos)

## Produção
Dirigido por Lewis Seiler o filme é baseado em uma história de Samuel Fuller, e foi produzido por Bryan Foy para a Warner Bros. Pictures. Foi filmado na área militar de Fort Knox (Kentucky), em junho de 1951.[carece de fontes?]
Os tanques, fornecidos pelo Exército dos EUA, eram principalmente os M4 Sherman (também nas versões "tank recovery" e "bulldozer") e os mais potentes M26 Pershing.